# Krzysztof Giedroyć
Krzysztof Giedroyć herbu Hippocentaurus – podkomorzy wileński w latach 1777-1793, chorąży wileński w latach 1765-1777, stolnik wileński w latach 1755-1765, komisarz Komisji Porządkowej Cywilno-Wojskowej województwa wileńskiego w 1790 roku, poseł województwa wileńskiego na sejm 1784 roku, dyrektor wileńskiego sejmiku gospodarczego w 1757 roku.
W 1764 roku był członkiem konfederacji Wielkiego Księstwa Litewskiego. Poseł na sejm konwokacyjny 1764 roku z województwa wileńskiego.
W 1777 roku został kawalerem Orderu Świętego Stanisława, w 1792 roku odznaczony Orderem Orła Białego.